# Panamerikameisterschaft 2014 (Badminton)
Die Panamerikameisterschaften 2014 im Badminton fanden vom 13. bis zum 19. Oktober 2014 in Markham in Kanada statt. Es war die 19. Austragung der Titelkämpfe. Vom 13. bis zum 15. Oktober wurde der Teamwettbewerb ausgetragen, an den restlichen Tagen die Einzelwettbewerbe.

## Medaillengewinner
| Disziplin    | Gold | Silber | Bronze |
| ------------ | --- | --- | --- |
| Herreneinzel | Osleni Guerrero | Bjorn Seguin | Howard Shu |
| Herreneinzel | Osleni Guerrero | Bjorn Seguin | Daniel Paiola |
| Dameneinzel  | Michelle Li | Rachel Honderich | Fabiana Silva |
| Dameneinzel  | Michelle Li | Rachel Honderich | Jamie Subandhi |
| Herrendoppel | Adrian Liu Derrick Ng | Phillip Chew Sattawat Pongnairat | Kevin Cordón Anibal Marroquín |
| Herrendoppel | Adrian Liu Derrick Ng | Phillip Chew Sattawat Pongnairat | Mathew Fogarty Bjorn Seguin |
| Damendoppel  | Eva Lee Paula Obanana | Lohaynny Vicente Luana Vicente | Alexandra Bruce Phyllis Chan |
| Damendoppel  | Eva Lee Paula Obanana | Lohaynny Vicente Luana Vicente | Anne-Julie Beaulieu Vicky Girard |
| Mixed        | Toby Ng Alexandra Bruce | Phillip Chew Jamie Subandhi | Mario Cuba Katherine Winder |
| Mixed        | Toby Ng Alexandra Bruce | Phillip Chew Jamie Subandhi | Andrés Corpancho Luz María Zornoza |
| Mannschaft   | Kanada Philippe Charron Luke Couture Andrew D’Souza Martin Giuffre Kevin Li Adrian Liu Derrick Ng Toby Ng Nyl Yakura Alexandra Bruce Phyllis Chan Grace Gao Rachel Honderich Michelle Li | Vereinigte Staaten Phillip Chew Kyle Emerick Sattawat Pongnairat Howard Shu Dung Truong Eva Lee Paula Obanana Vimla Phongasavithas Jamie Subandhi Iris Wang | Brasilien Leonardo Alkimin Daniel Paiola Gabriel Gandara Igor Ibrahim Alex Tjong Artur Silva Pomoceno Luíz dos Santos Fabio Soares Hugo Arthuso Felipe Toledo Ana Paula Campos Thalita Correa Yasmin Cury Mariana Freitas Paula Pereira Gabriela Santos Fabiana Silva Paloma Silva Lohaynny Vicente Luana Vicente |

## Mannschaft

### Endrunde
|  | Halbfinale             | Halbfinale             |                        |   | Finale                 | Finale                 |
|  |                        |                        |                        |   |                        |                        |
|  | Vereinigte Staaten     | 3                      |                        |   |                        |                        |
|  | Brasilien              | 0                      |                        |   |                        |                        |
|  | 15. Oktober 2014 09:30 |                        |                        |   |                        |                        |
|  |                        |                        | 15. Oktober 2014 18:00 |   |                        |                        |
|  | Vereinigte Staaten     | 2                      |                        |   |                        |                        |
|  |                        | Kanada                 | 3                      |   |                        |                        |
|  |                        |                        |                        |   |                        |                        |
|  | Spiel um Platz drei    |                        |                        |   |                        |                        |
|  | 15. Oktober 2014 09:30 | 15. Oktober 2014 09:30 | Brasilien              | 3 |                        |                        |
|  | Peru                   | 0                      | Peru                   | 0 |                        |                        |
|  | Kanada                 | 3                      |                        |   | 15. Oktober 2014 18:00 | 15. Oktober 2014 18:00 |